# Wilhelm von Gegerfelt
Wilhelm von Gegerfelt, född 9 november 1844 i Göteborg, död 2 april 1920 i Torekov, Kristianstads län, var en svensk landskapsmålare och etsare. Han var son till arkitekten Victor von Gegerfelt och far till Cecilia von Gegerfelt.

## Biografi
Wilhelm von Gegerfelt studerade 1861–1863 vid konstakademien i Köpenhamn, 1864–1867 vid akademien i Stockholm och 1867–1872 i Düsseldorf, varefter han överflyttade till Paris. Där arbetade han sig till en helt ny teknik och blev jämte Alfred Wahlberg den förste svenske representanten för det moderna stämningslandskapet. Han gjorde studieresor till Frankrikes nordkust, till hemlandet och till Italien, målade skymning över Venedigs kajer, månsken över lagunerna, kritklippor vid Engelska kanalen i gråstämning, svenska sommarnätter, allt med elegant pensel, smekande färg och livligt föredrag. von Gegerfelt är representerad på Norrköpings konstmuseum, Nationalmuseum  av Stormen (akvarell, motiv från Dalarna, inköpt 1886) och Strand på Hallands Väderö (i olja, 1893) samt på Göteborgs konstmuseum  av Strandgata i Venezia (1884), oljemålningen Vinterafton på Hallands Väderö (1893) samt akvarellen Fjällbacka. von Gegerfelts skicklighet i att fånga stämningen i naturlandskap visar sig även tydligt i hans målning Sen Vinterdag (i olja, 1894).
Under sina senare år var von Gegerfelt bosatt i Torekov.

## Bildgalleri

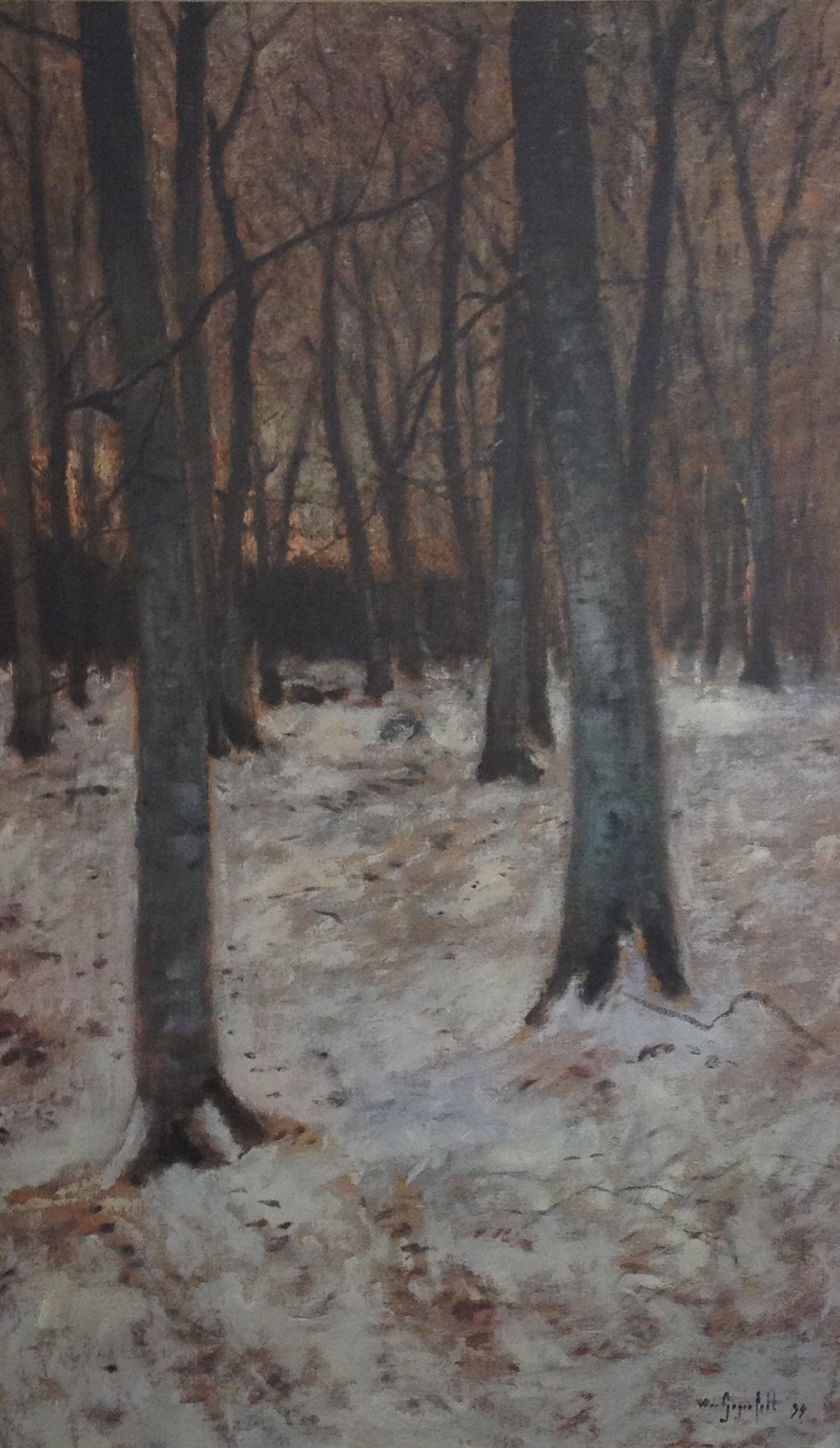
Sen vinterdag (u. å.)
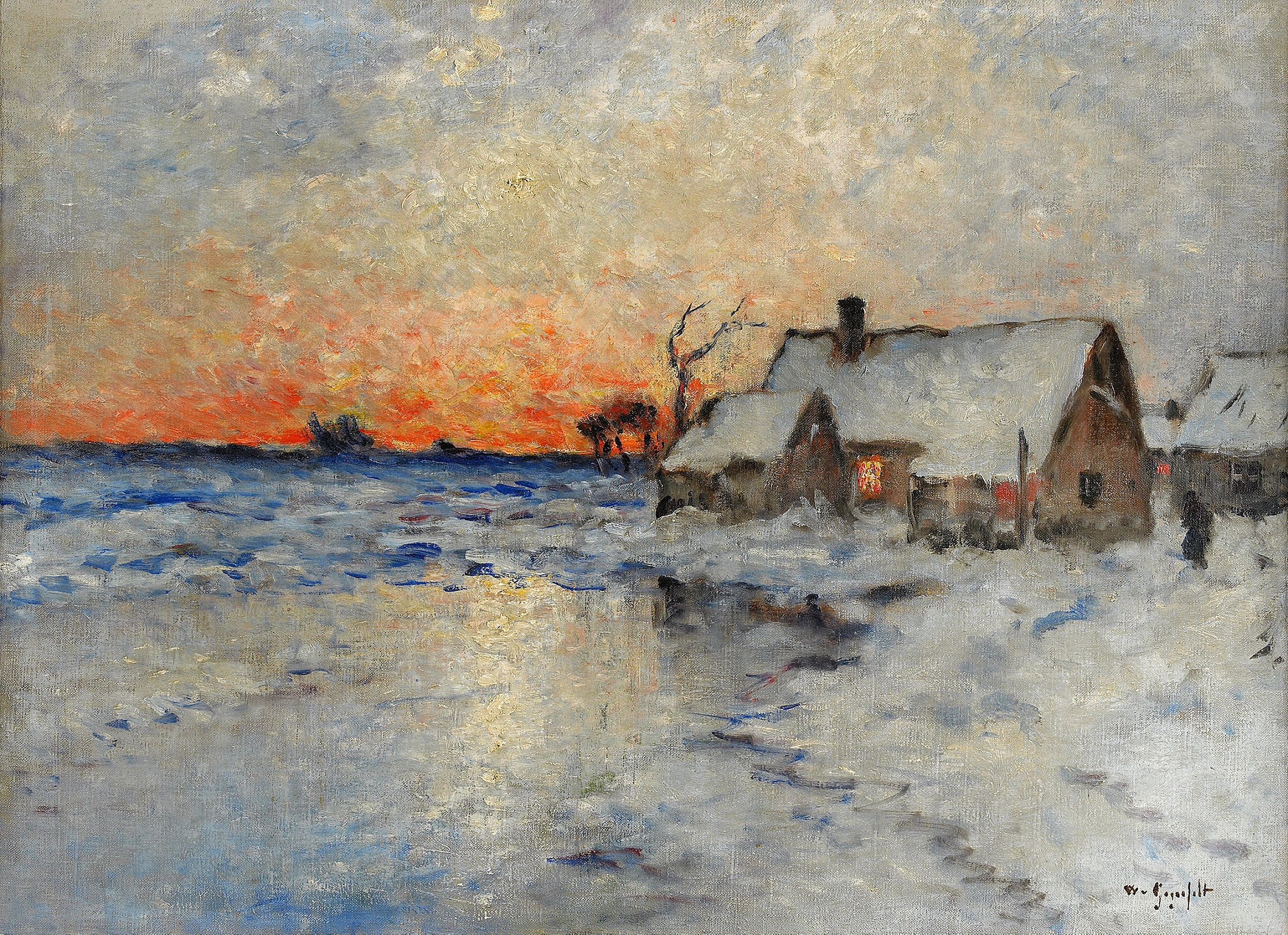
Vinterlandskap med gård i aftonstämning (u. å.)
Musselplockerskor i Villerville (u. å.)
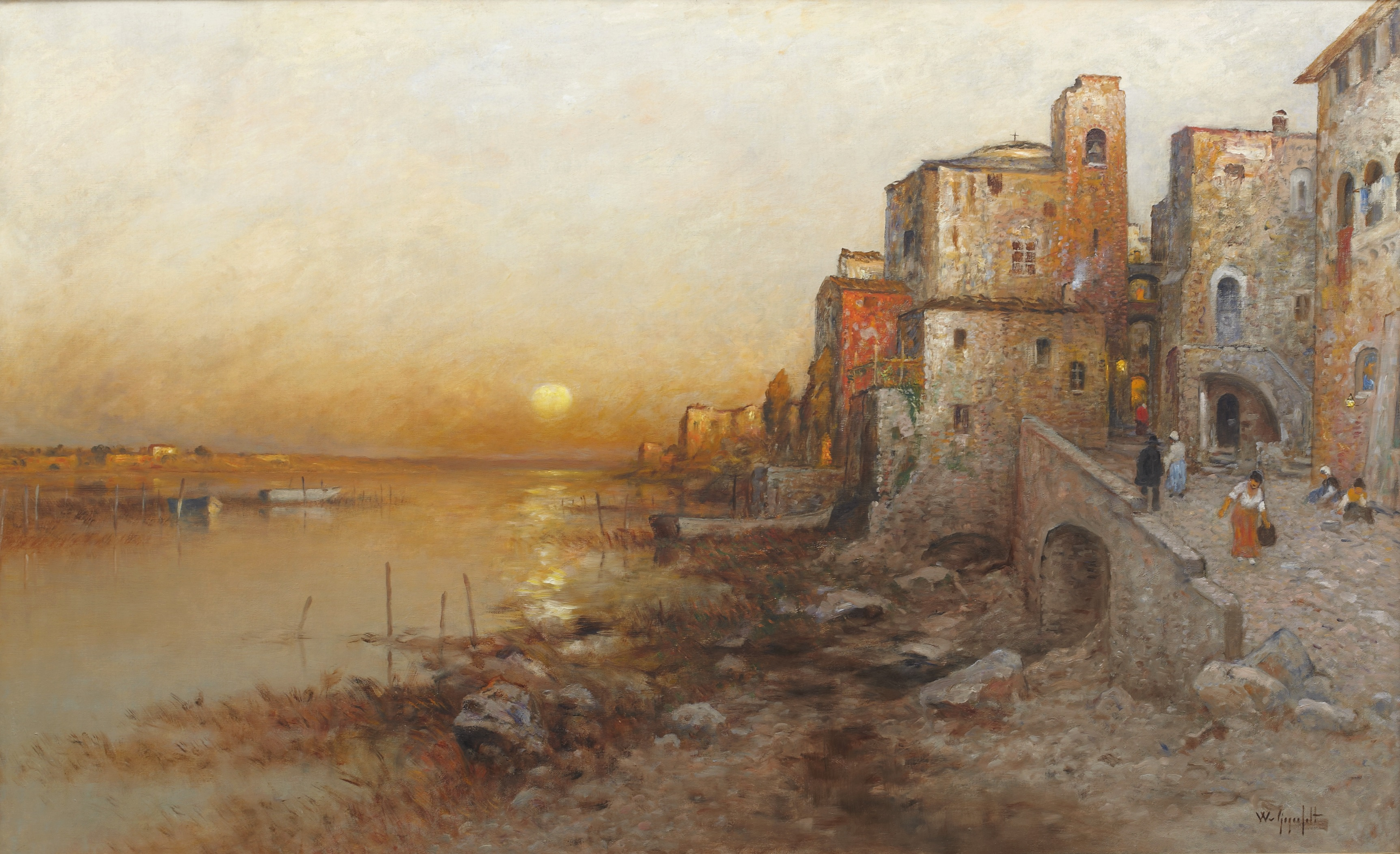
Motiv från Venedig (u. å.)
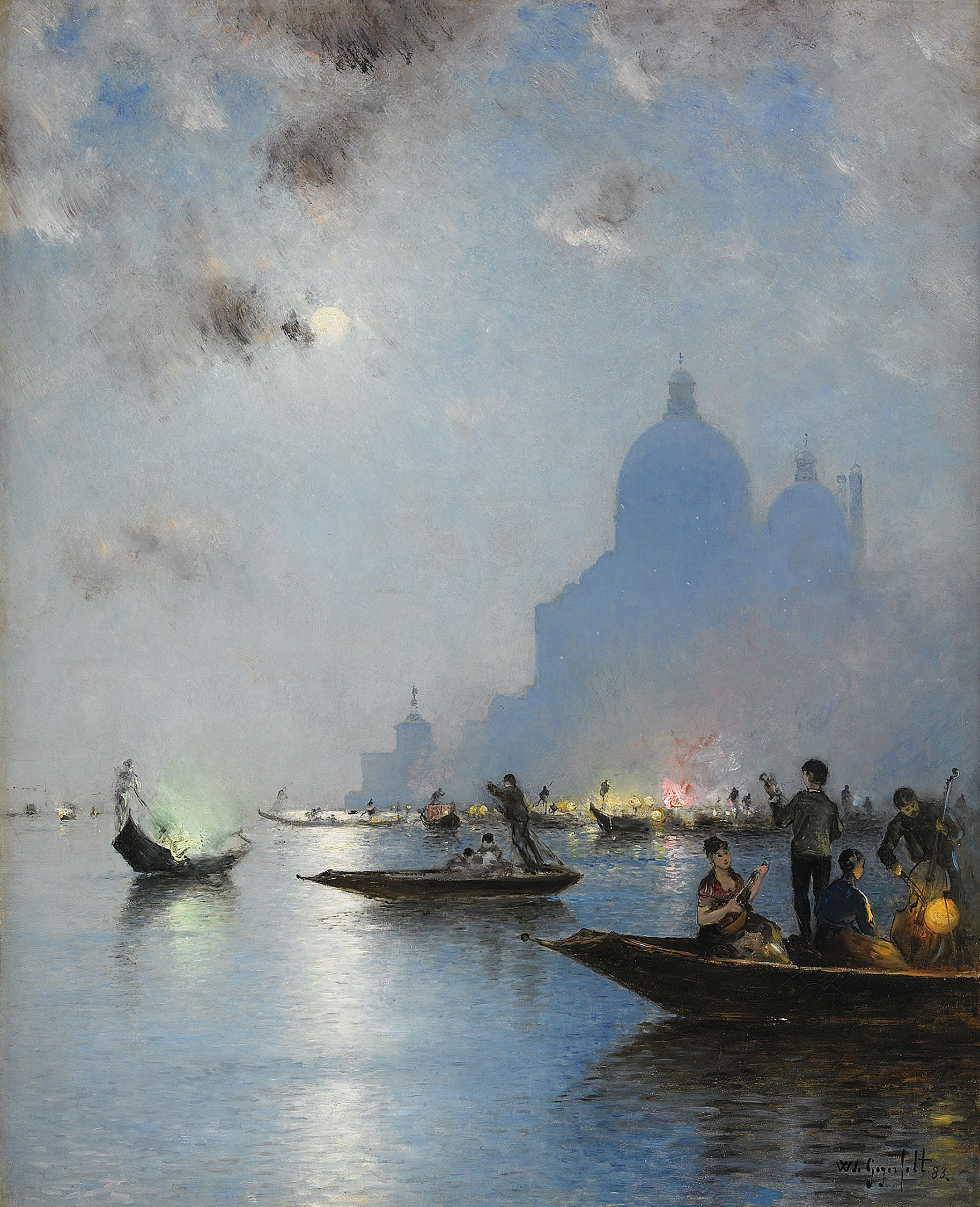
Venedig i skymning (1883)
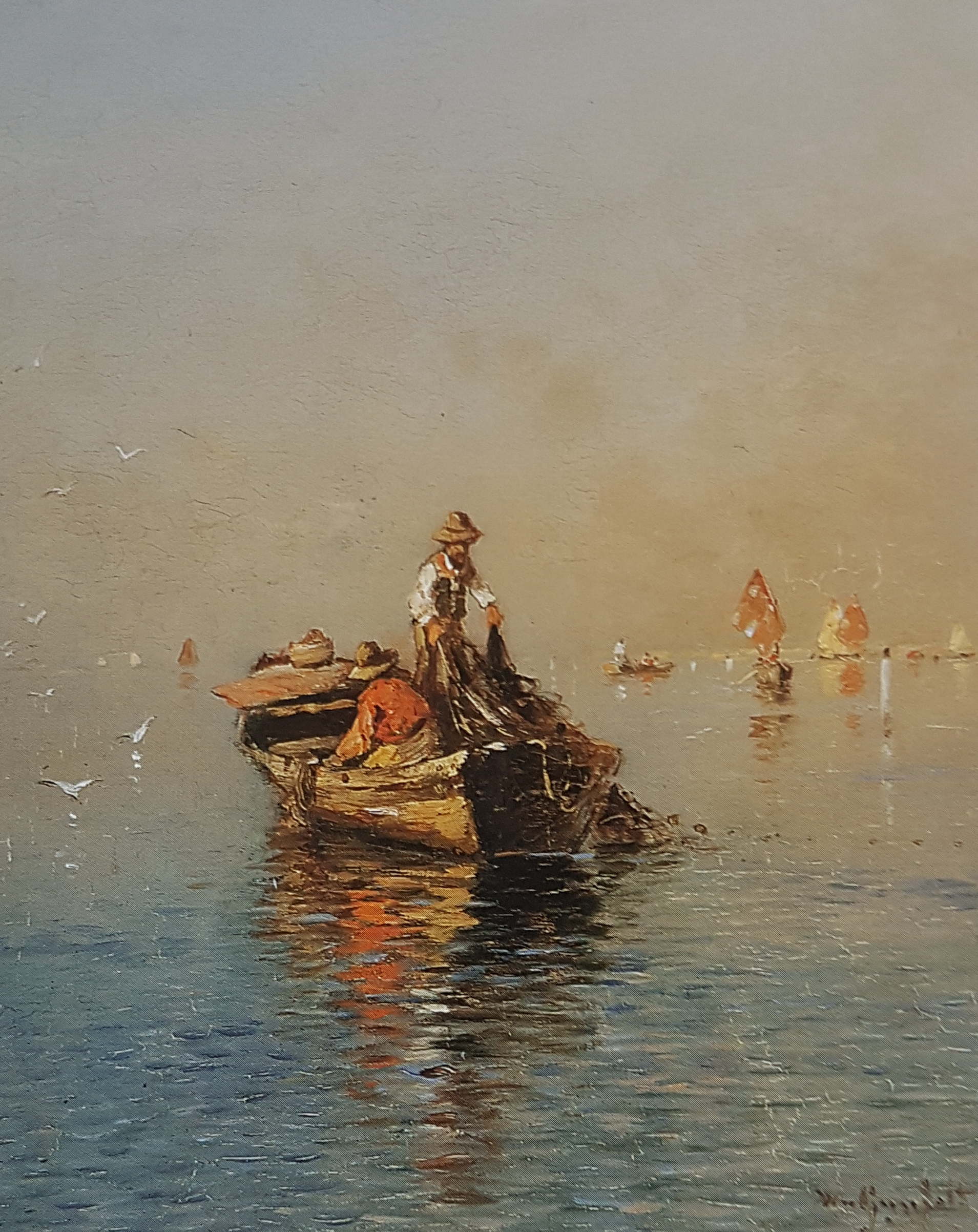
Lagunen vid Venedig (u. å.)
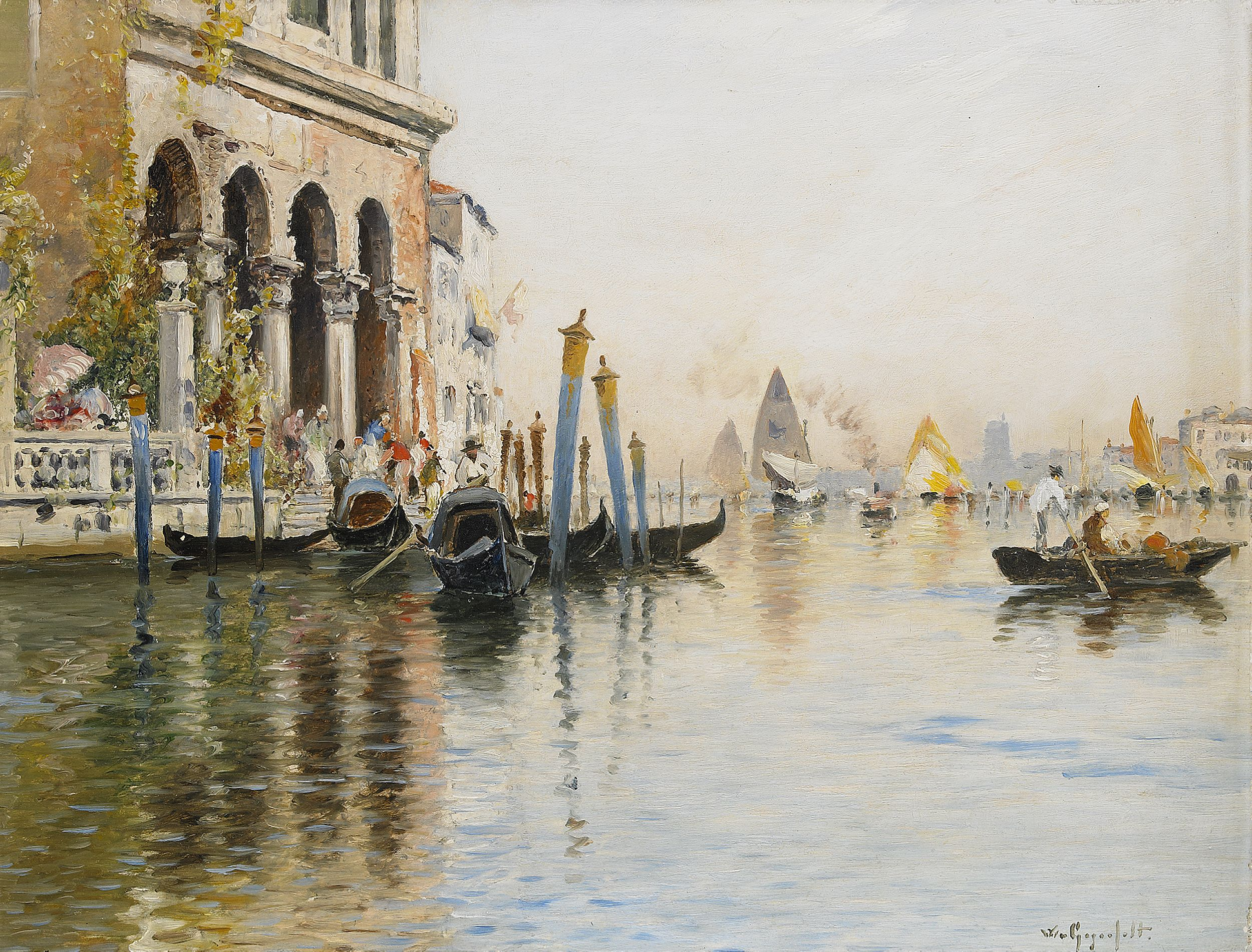
Gondoler i Venedig (u. å.)
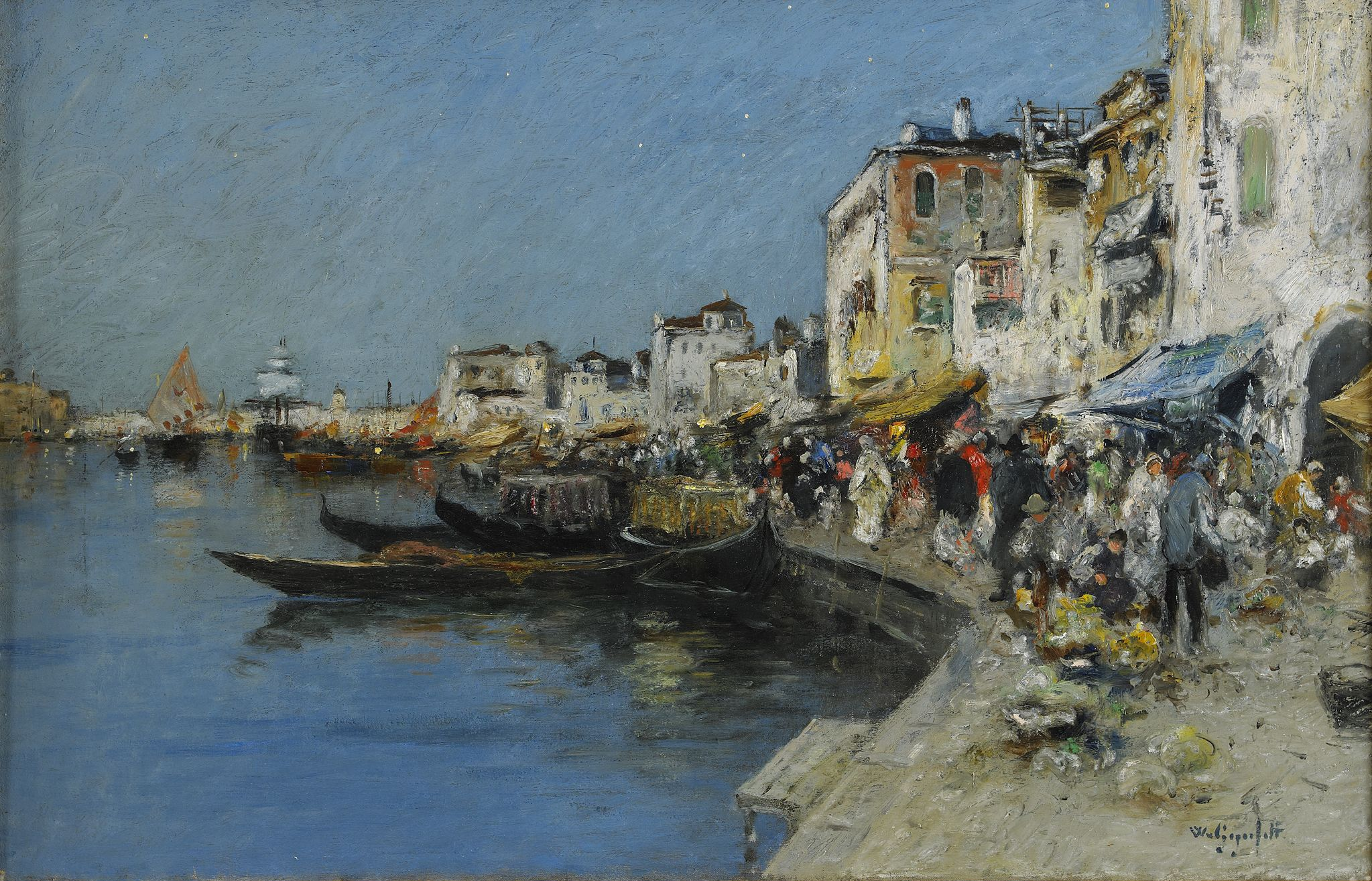
Afton i Venedig (u.å.)